# Diario Tiempo
Diario Tiempo es un diario de Honduras de publicación nacional fundado el 7 de noviembre de 1970 en la ciudad de San Pedro Sula. Es parte del conglomerado Grupo Continental. Actualmente se publica solo digitalmente. 

## Cese de la versión impresa
El 27 de octubre de 2015 dejó de circular su versión impresa indefinidamente, después de que los dueños del Grupo Continental fueran señalados por lavado de dinero proveniente del narcotráfico, en el denominado Caso Rosenthal, por el cual la Oficina Administradora de Bienes Incautados (OABI) aseguró al Banco Continental, propiedad de los Rosenthal y ligado a Diario Tiempo. También la Oficina de Control de Activos Extranjeros del Departamento del Tesoro de los Estados Unidos (OFAC) congeló las cuentas de dicho banco. El cese del medio impreso provocó el despido de más de 300 empleados.

### Batalla legal
Tras el despido de más de 300 empleados por el cese de la versión impresa de diario Tiempo, 232 exempleados interpusieron una demanda en febrero de 2016 a Editorial Honduras (empresa editorial de diario Tiempo) exigiendo pagos de salarios y prestaciones. En 2019, un juzgado de primera instancia falló a favor de los exempleados, pero la contraparte legal apeló y la Corte de Apelaciones les negó a los exempleados la mayoría de las demandas que habían ganado.
El 19 de agosto de 2022, la Corte Suprema de Justicia decidió por unanimidad favorecer a 183 exempleados de Tiempo con el pago de prestaciones laborales y salarios caídos desde la fecha que se produjo la terminación laboral en 2015. Sin embargo, en julio de 2024 se reportó que los demandantes aún no habían recibido dicha indemnización. Para esa fecha 13 de ellos ya habían fallecido, incluyendo al primer y único director que tuvo el periódico durante su existencia impresa, Manuel Gamero, quien falleció en 2018.